# Gilbert Sandford Vernam
Gilbert Sandford Vernam (3. dubna 1890 – 7. února 1960) byl absolvent Worcester Polytechnic Institute (1914) a technik v Bellových laboratořích, který v roce 1917 vytvořil aditivní polyalfabetickou proudovou šifru a také se podílel na vývoji jednorázové tabulkové šifry. Vernam pracoval pro společnosti Postal Telegraph Company nebo Western Union a jeho pozdější práce se týkala především automatických přepínacích systémů pro telegrafické sítě.

## Vernamův patent
Kombinační funkce Vernam, vydaná 22. července 1919, je logická operace XOR, aplikovaná na jednotlivé bity k zašifrování znaků v kódu Baudot. Vernam ve svém patentu nepoužil termín „XOR“, ale implentoval tuto operaci v relé logice. Ve Vernamově příkladu je prostý text „A“, zašifrovaný v kódu Baudot jako „++---“, a klíčový znak „B“, šifrovaný jako „+--++“. Výsledný šifrovaný text je potom „-+-++“, který se dešifruje jako znak „G“. Kombinací „G“ a klíčového znaku „B“ opět vznikne „++---“, tedy původní prostý text „A“. NSA nazvala tento patent jedním z nejdůležitějších v historii kryptografie.

## One-time pad (Jednorázová tabulková šifra)
Krátce poté Joseph Mauborgne, v té době kapitán US Army Signal Corps, navrhl, aby klíče na děrných páscích navíc obsahovaly náhodnou informaci. Spojením této a Vernamovy myšlenky vznikla implementace automatické formy one-time pad (ani jeden z tvůrců v té době toto označení nepoužíval). Šifra byla patentována v polovině 20. let 20. století.
Claude Shannon, také inženýr v Bellových laboratořích, dokázal ve svém výzkumu během druhé světové války, že jednorázová tabulková šifra je neprolomitelná, pokud je správně implementována. Výzkum byl později publikován v říjnu 1949 pod názvem „Communication Theory of Secrecy Systems“. Shannon také dokázal, že každý neprolomitelný systém musí mít stejné vlastnosti jako jednorázová tabulková šifra: klíč musí být náhodný, stejně dlouhý jako původní prostý text, vždy jedinečný v celém textu i jednotlivých částech a udržovaný v tajnosti.

## Vernamova šifra
Vernamova šifra je symetrická proudová šifra, ve které je šifrovaný text vytvořený kombinací prostého textu s náhodným nebo pseudonáhodným proudem dat stejné délky (tzv. „keystream“). Využívá logickou funkci XOR, symbolizovanou znakem ⊕ a je reprezentována následující tabulkou pravdivostních hodnot, kde znak + je „pravda“ a znak − je „nepravda“.
| VSTUP | VSTUP | VÝSTUP |
| A     | B     | A ⊕ B  |
| −     | −     | −      |
| −     | +     | +      |
| +     | −     | +      |
| +     | +     | −      |

Další názvy této funkce jsou: „Not equal (NEQ)“, součet modulo 2 (bez „přenosu“) a rozdíl modulo 2 (bez „výpůjčky“). Šifra je reciproční (symetrická), protože k zašifrování prostého textu i k jeho následnému dešifrování je použit identický „keystream“:
prostý text ⊕ klíč = šifrovaný text
šifrovaný text ⊕ klíč = prostý text
Pokud je „keystream“ skutečně náhodný a použitý pouze jednou, vznikne jednorázová tabulková šifra. Náhrada pseudonáhodnými daty generovanými kryptograficky bezpečným generátorem je běžná a efektivní konstrukce pro proudovou šifru. RC4 je příklad Vernamovy šifry, která je na internetu široce využívána. V případě, že je stejný „keystream“ použit pro dvě zprávy, může být jeho efekt eliminován aplikací funkce XOR na dané dva prosté texty.
šifrovaný text 1 ⊕ šifrovaný text 2 = prostý text 1 ⊕ prostý text 2